# Rusty Lemorande
Rusty Lemorande (Oconto Falls, Wisconsin 29 de març de 1954) és un guionista, director, actor i productor de cinema estatunidenc que va dirigir la pel·lícula de 1989 Viatge al centre de la Terra basada en la novel·la homònima de Jules Verne.
Un dels primers treballs importants de Lemorande va ser executiu de producció de la comèdia Caddyshack. Lemorande va proposar encarregar un titella Gopher per tal d'afegir, mitjançant rodatge addicional, un arc de la història continuada per al Gopher i el personatge de Bill Murray. Es va veure atrapat en la batalla entre el guionista Doug Kenney i el productor executiu Jon Peters per la insistència de Peters en un paper destacat a la pel·lícula acabada per al famós titella gopher, que no formava part del guió original.
Lemorande aviat es va unir amb Barbra Streisand per produir Yentl, pel qual van compartir un Globus d'Or a la millor pel·lícula musical o comèdia.
Lemorande va escriure la pel·lícula Somnis elèctrics, després la va seguir coescrivint i produint amb Francis Ford Coppola i George Lucas el tema 3D de Disney Captain EO, protagonitzat per Michael Jackson. Va ser Lemorande qui va proposar afegir efectes físics (com ara fum, llums estroboscòpiques i estrelles de fibra òptica) a la pel·lícula. Per aquesta raó, Lemorande es coneix sovint com el Pare de 4D.
Lemorande va tenir una petita intervenció a la pel·lícula Yentl, i recentment va interpretar el paper del Pare Lazarus a la pel·lícula de Roland Joffé There Be Dragons, basada en la vida de Josemaría Escrivá (fundador de l'Opus Dei), que va ser rodat en gran part a l'Argentina.
Els crèdits d'escriptor de Lemorande inclouen un guió original, titulat Quixot, que tracta sobre Miguel de Cervantes cinc anys com a esclau i presoner a Algèria abans d'escriure El Quixot. Ben Kingsley té la intenció de protagonitzar la pel·lícula que produirà la seva companyia cinematogràfica SBK Productions.

## Filmografia

### Guionista
- 1984 : Somnis elèctrics
- 1986 : Captain Eo
- 1988 : Viatge al centre de la Terra
- 1989 : Getting It Right
- 1994 : Un altre pas de rosca

### Productor
- 1981 : Stand by Your Man
- 1983 : Yentl
- 1984 : Somnis elèctrics (+ compositor)
- 1986 : Captain Eo
- 1989 : Getting It Right

### Director
- 1988 : Viatge al centre de la Terra
- 1994 : Un altre pas de rosca

### Director d'efectes especials
- 1978 : La maledicció de Damien
- 1984 : Metropolis (Restauració de la pel·lícula de 1927)
- 1990 : La maledicció de les bruixes